# Лаванда вузьколиста
Лаванда вузьколиста, лаванда лікарська (Lavandula angustifolia Mill) — рослина родини губоцвіті — Lamiaceae (Labiatae).
Вічнозелений напівкущ заввишки 30—60 см. Нижні гілочки дерев'янисті, верхівки м'які, ніжні, несуть квітконосні колоски. Квітки блакитнуваті або фіолетові, запашні. Вся рослина має інтенсивний приємний і своєрідний запах.
Походить лаванда з Середземноморського регіону. У часи СРСР промислове культивування лаванди було налагоджене в Криму (Україна), Грузинській та Молдавській РСР. Рослина вирощується аматорами і в середній смузі України.

## Сировина
Для медичного використання заготовляють суцвіття і верхівки стебел завдовжки не більше 10 см. Зрізують верхівки під час повного цвітіння рослини. Врожай збирають 1—2 рази на рік. Сушать сировину у теплих добре провітрюваних приміщеннях. Правильно зібрана і висушена сировина не змінює кольору і має приємний своєрідний запах.

## Хімічний склад
У свіжих суцвіттях знайдено значну кількість леткої олії (0,8-1,6 %) в листках її вміст дещо менший (0,3 %). Основними компонентами олії є складні ефіри ліналоолу оцтової, масляної, валеріанової та капронової кислот. Знайдено також гераніол, цнтраль, борнеол, аміловий спирт та інші.

## Застосування

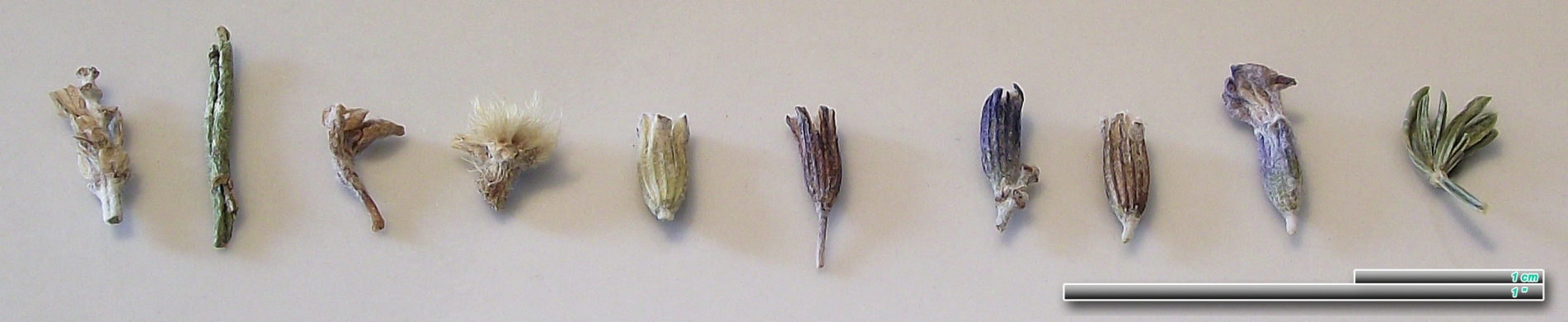
Сушені квіти лаванди вузьколистої використовують в чаях.

У науковій медицині застосовуються лавандова олія та лавандовий спирт. Готують 1 % спиртовий розчин, який є складовою частиною окремих лініментів та мазей як антисептичний засіб. Лавандова олія входить до складу аерозольного препарату «Лівіан», що застосовується для лікування опікової недуги.

## Галерея

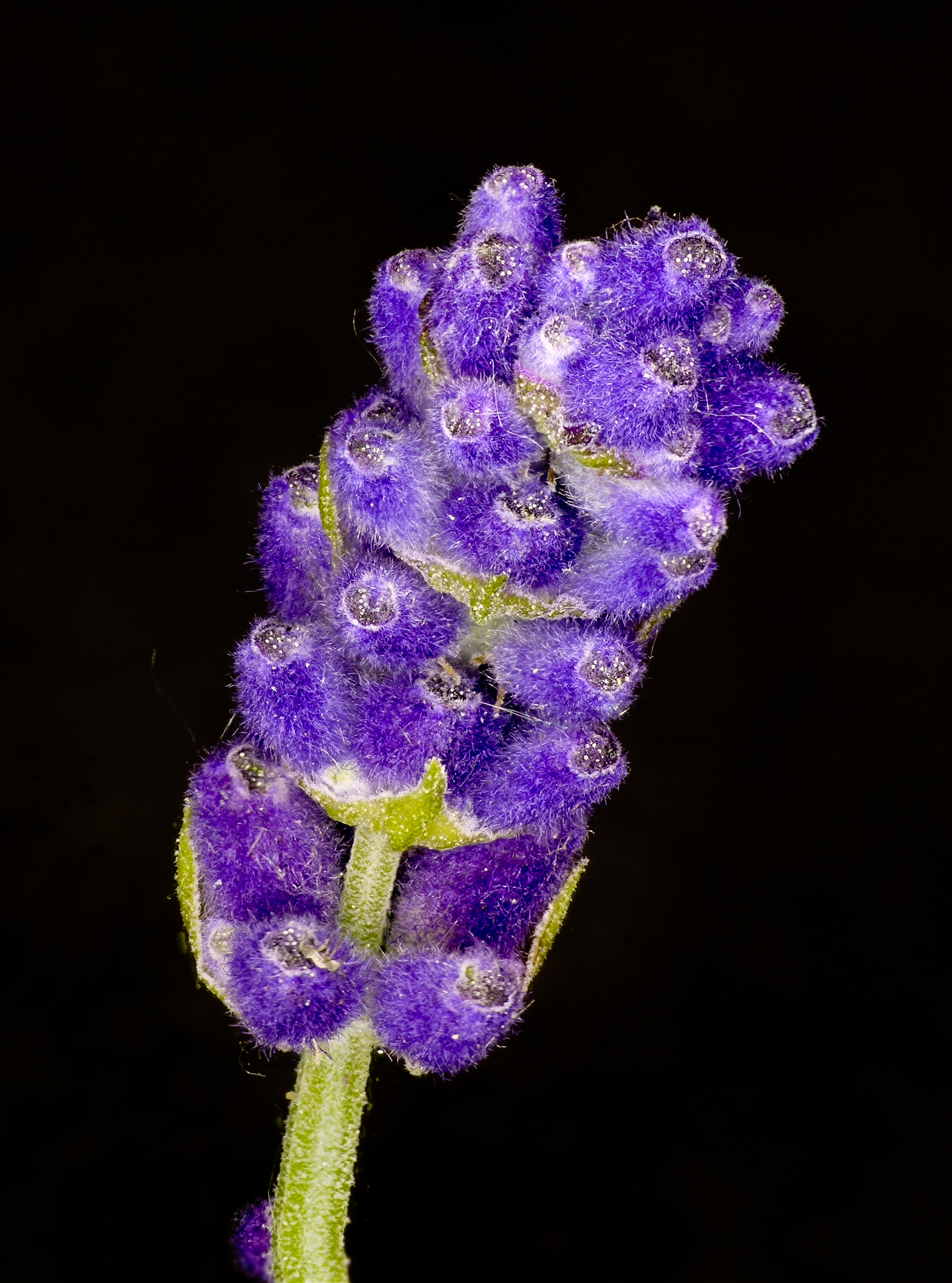
Квітконіс з чашечки
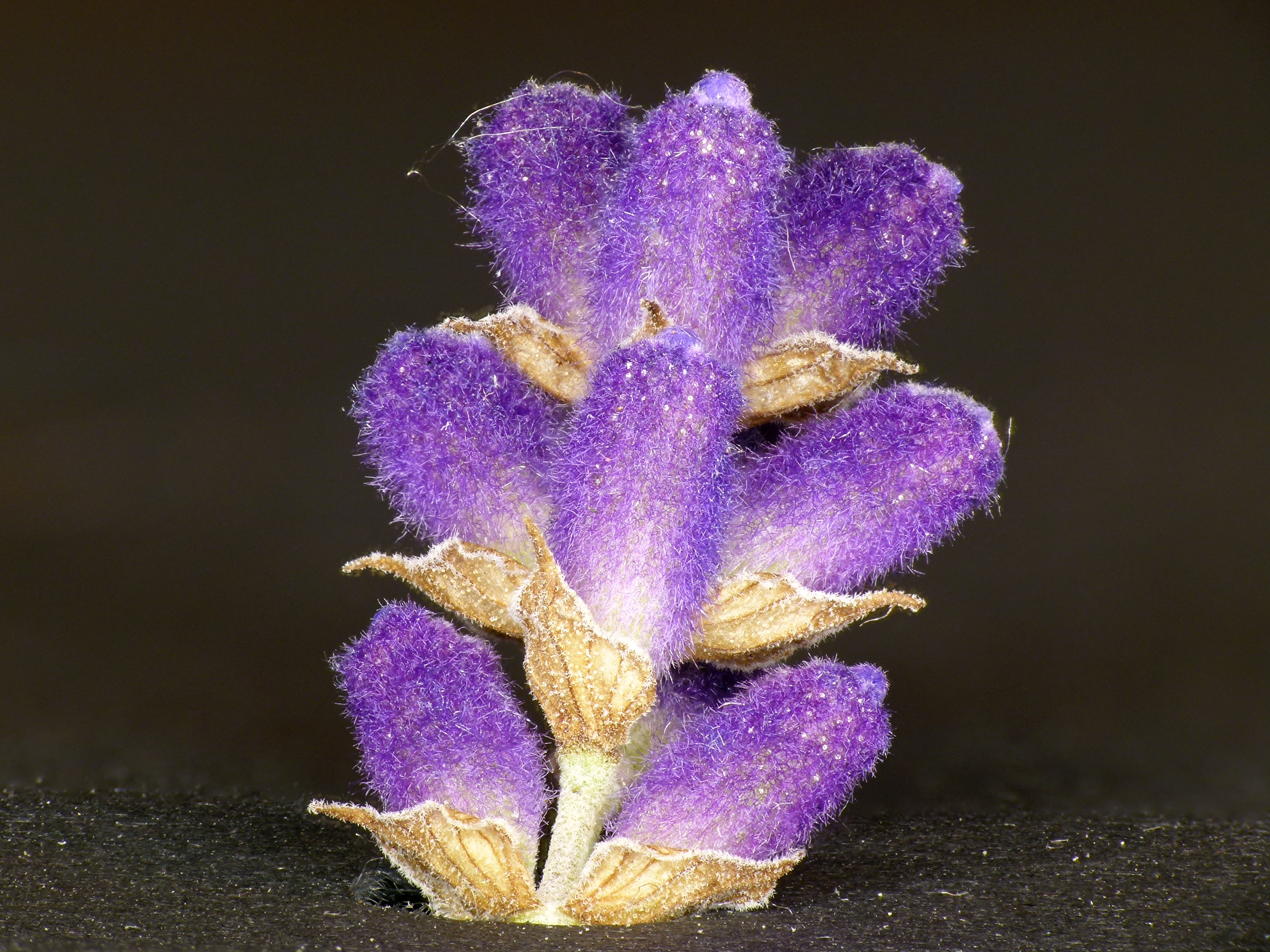
Чашечка
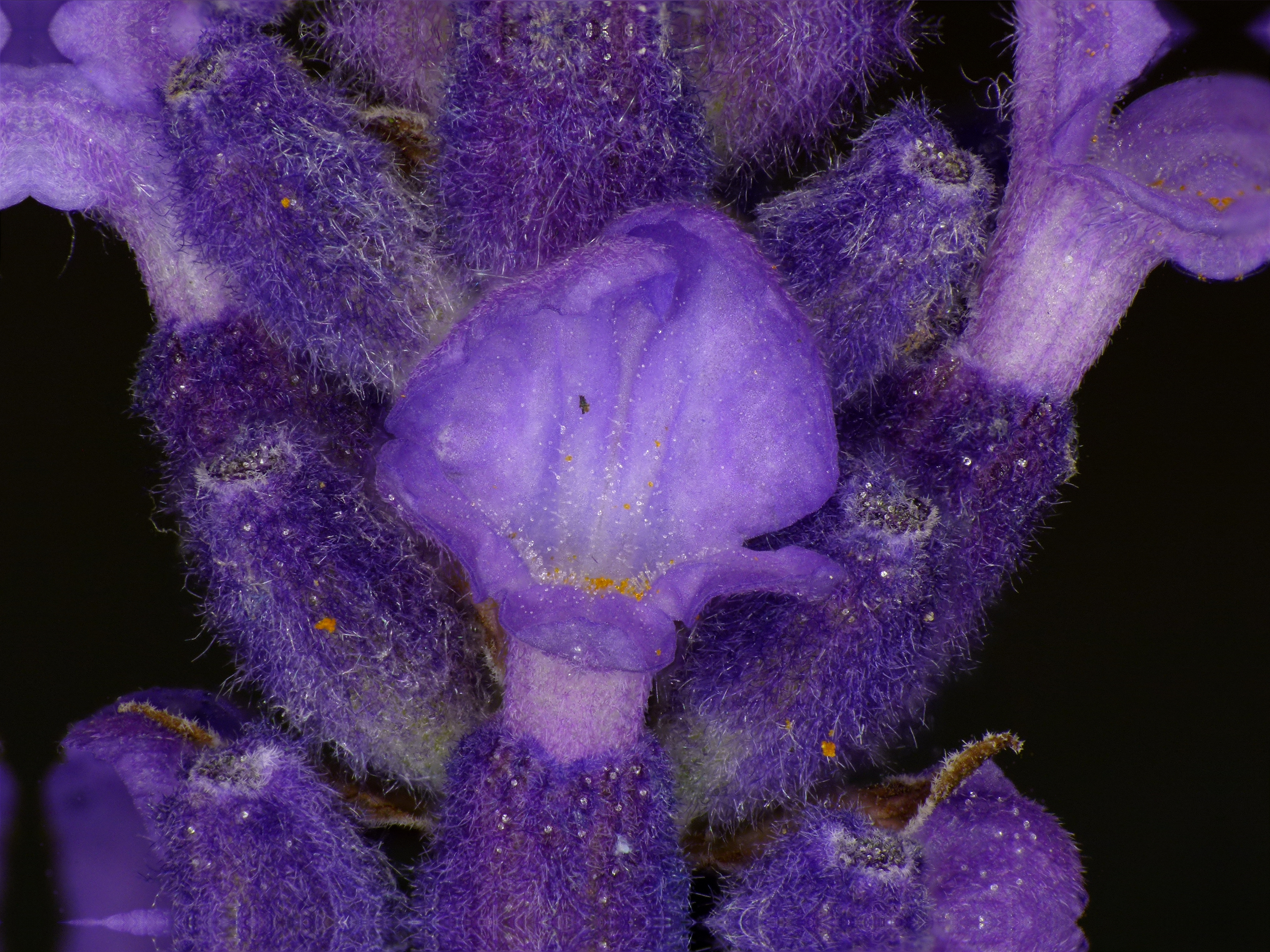
Чашечка і пелюстка
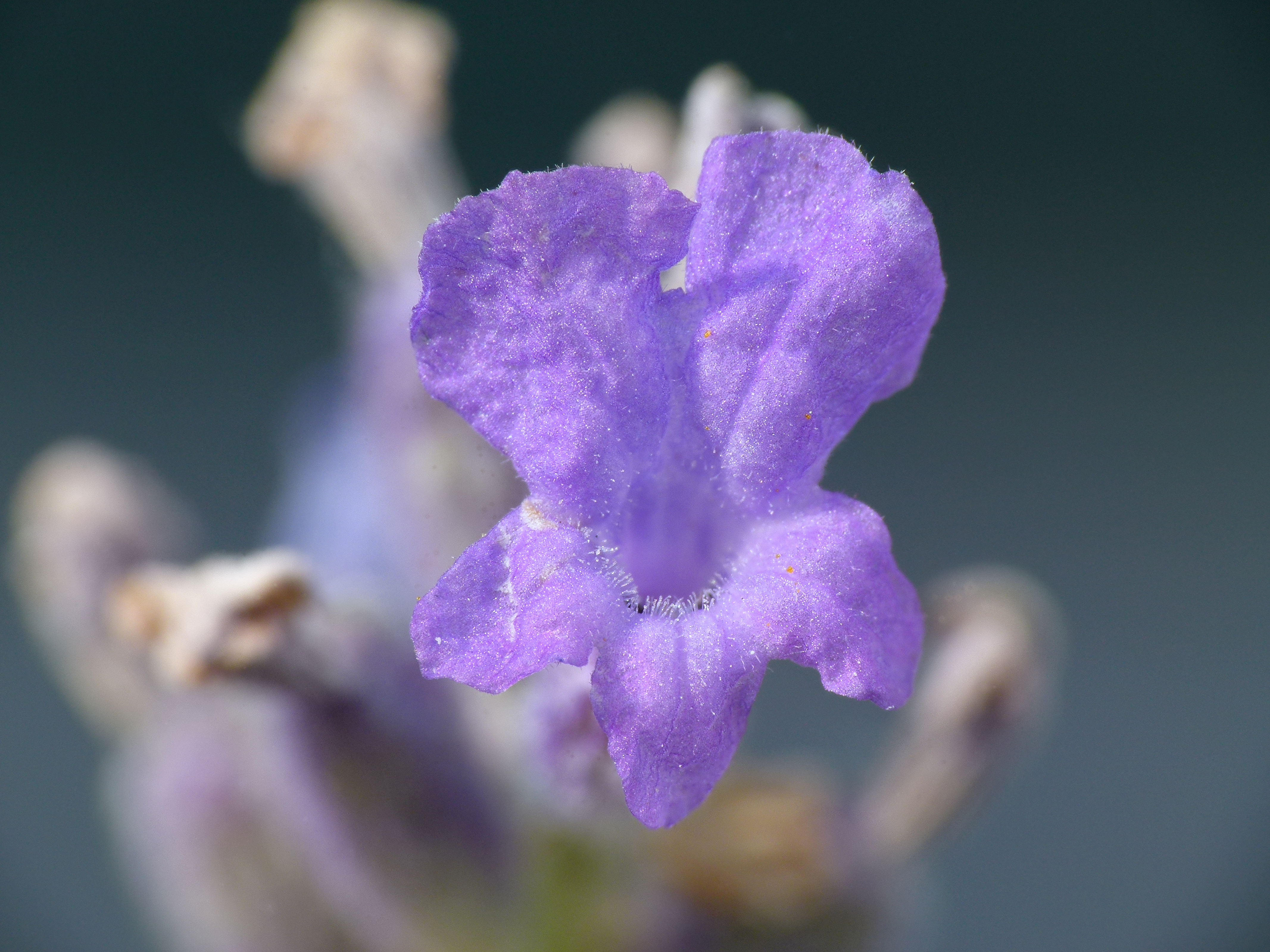
Пелюстка
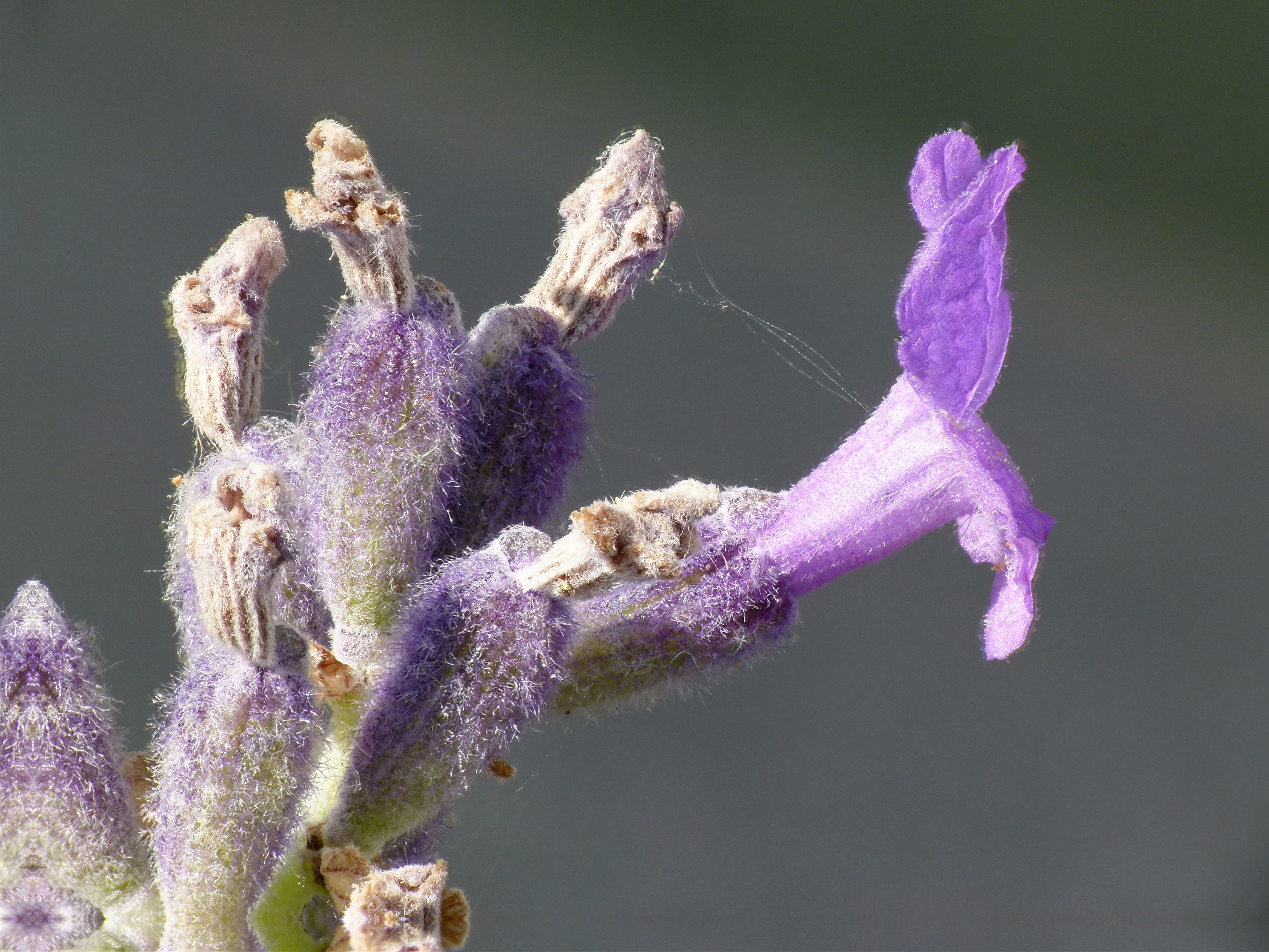
Чашечка і пелюстка (вигляд збоку)